# Roger McDowell
Pour les articles homonymes, voir McDowell.
Roger Alan McDowell (né le 21 décembre 1960 à Cincinnati, Ohio, États-Unis) est un lanceur de relève droitier ayant joué dans les Ligues majeures de baseball de 1985 à 1996. Il a notamment joué pour les Mets de New York, avec qui il a remporté la Série mondiale 1986.
De 2006 à 2016, Roger McDowell est l'instructeur des lanceurs des Braves d'Atlanta, et il est nommé instructeur des lanceurs des Orioles de Baltimore en novembre 2016.

## Carrière de joueur
Athlète évoluant à l'Université d'État de Bowling Green en Ohio, Roger McDowell est un choix de troisième ronde des Mets de New York en 1982. Il fait ses débuts dans le baseball majeur avec les Mets le 11 avril 1985. Ce lanceur de relève apparaît dans 62 parties de l'équipe à sa saison initiale, dont deux présences comme lanceur partant, et maintient une moyenne de points mérités de seulement 2,83 en 127 manches et un tiers au monticule, avec 17 sauvetages. Il termine sixième au vote annuel déterminant la recrue de l'année de la Ligue nationale, un prix décerné à l'unanimité cette année-là à Vince Coleman de Saint-Louis. McDowell enchaîne en 1986 avec 128 manches au monticule comme releveur : il présente une moyenne de 3,02 points mérités accordés par partie, avec 14 victoires (son record en carrière), 9 défaites et 22 sauvetages. Pour la première et seule fois, il reçoit des votes au scrutin du joueur de l'année en Ligue nationale, terminant 17e. Les Mets remportent le championnat de la division Est et McDowell lance 7 manches sans accorder de point, n'allouant qu'un seul coup sûr en deux apparitions en relève face aux Astros de Houston en Série de championnat de la Ligue nationale. Il vient lancer en relève dans 5 des 7 parties de la Série mondiale 1986 que les Mets remportent sur les Red Sox de Boston et lance la 7e manche de l'ultime match, méritant la victoire qui couronne les Mets comme champions du monde.
Après une année 1987 plus difficile où sa moyenne grimpe à 4,16 malgré un record personnel de 25 sauvetages, le lanceur droitier affiche une moyenne de 2,63 en 89 manches au monticule pour New York en 1989 et fait quatre présences dans la Série de championnat contre les Dodgers de Los Angeles. Il est le lanceur perdant du quatrième affrontement de la série, perdue par New York dans la limite de sept rencontres.
Le 18 juin 1989, McDowell est impliqué dans une importante transaction entre les Mets et les Phillies de Philadelphie. Avec le voltigeur Lenny Dykstra et le lanceur droitier Tom Edens, il passe aux Phillies en retour du joueur de deuxième but et voltigeur Juan Samuel. McDowell n'avait qu'une victoire en six décisions mais une honorable moyenne de points mérités de 3,31 pour les Mets au moment de l'échange. Après son transfert à Philadelphie, il n'accorde que 7 points mérités en 56 manches et deux tiers lancées pour une moyenne de 1,11 et termine la saison avec sa meilleure moyenne de points mérités en carrière : 1,96 en 92 manches au monticule. Il ajoute 23 sauvetages. Il enchaîne avec une saison 1990 où il apparaît dans 72 parties, présente une moyenne de 3,86 avec 22 victoires protégées.
Un changement d'air lui est de nouveau bénéfique en 1991. Il commence la saison chez les Phillies avant de passer aux Dodgers de Los Angeles le 31 juillet en retour du lanceur droitier Mike Hartley et du voltigeur Braulio Castillo. Il affiche un dossier victoires-défaites de 3-6 avec une moyenne de 3,20 pour Philadelphie, puis ajoute une fiche de 6-3 avec une moyenne de 2,55 à Los Angeles, pour compléter l'année 1991 avec 9 victoires, 9 défaites et une moyenne de points mérités de 2,93 en 101 manches et un tiers lancées. McDowell lance pour les Dodgers jusqu'à la fin de la saison 1994.
Agent libre, il s'engage chez les Rangers du Texas pour la saison 1995 et joue sa dernière année dans les majeures en 1996 avec les Orioles de Baltimore.
Roger McDowell a disputé 723 matchs dans les Ligues majeures, dont 721 comme lanceur de relève. Sa fiche est de 70 victoires et 70 défaites avec 159 sauvetages. Il a maintenu une moyenne de points mérités de 3,30 avec 524 retraits sur des prises en 1050 manches lancées.

## Carrière d'entraîneur
En 2002 et 2003, Roger McDowell est l'instructeur des lanceurs d'une équipe des ligues mineures, les Waves de South Georgia, club-école de classe A des Dodgers de Los Angeles dans la South Atlantic League. Il occupe les mêmes fonctions avec le club-école Triple-A des Dodgers, les 51s de Las Vegas, en 2004 et 2005.

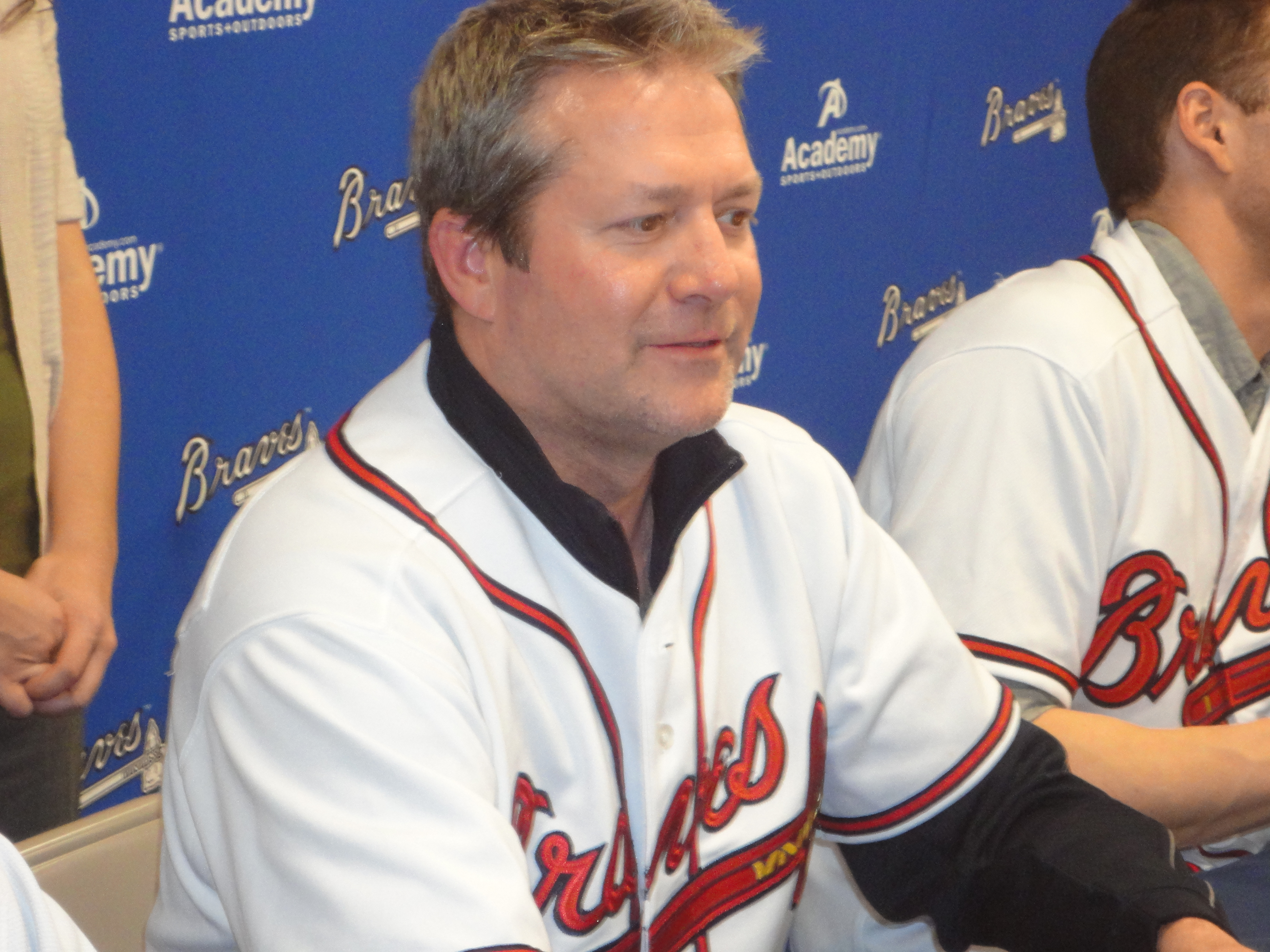
McDowell est instructeur des lanceurs des Braves d'Atlanta durant 11 saisons, de 2006 à 2016.

En 2006, Roger McDowell est nommé instructeur des lanceurs des Braves d'Atlanta en remplacement de Leo Mazzone, parti chez les Orioles de Baltimore. Travaillant aux côtés de Bobby Cox, McDowell demeure en poste lorsque Fredi Gonzalez prend la relève comme manager des Braves en 2011.
En 2006, les lanceurs des Braves présentent la 11e moyenne de points mérités collective sur 16 équipes de la Ligue nationale, sous la moyenne des clubs de la ligue. La saison suivante, ils sont troisièmes (moyenne de 4,11) dans la Nationale. En 2009, la moyenne de 3,57 points mérités accordés par partie par les lanceurs des Braves est la 3e meilleure performance de la Ligue nationale. Les Braves sont de nouveau 3e en 2010 avec une moyenne de 3,56. Ils se classent 4e (moyenne de 3,48) en 2011. McDowell a notamment parmi le personnel de lanceurs dont il a la responsabilité le jeune releveur Craig Kimbrel, nommé recrue de l'année en 2011 dans la Ligue nationale. En 2010, le lanceur partant Tim Hudson, revenu au jeu après une opération au bras, présente une moyenne de points mérités de 2,83 avec 17 victoires et reçoit le prix du meilleur retour de l'année.
Le 23 avril 2011, McDowell est impliqué dans un incident au AT&T Park de San Francisco lors d'une partie des Braves contre les Giants. Il réplique à un petit groupe de spectateurs qui, des gradins, invectivaient le club adverse, et leur lance : « êtes-vous un couple homo ou un ménage à trois ? » avant de simuler un geste obscène avec un bâton de baseball. Regrettant ses actions et menacé de poursuite judiciaire pour propos homophobes, McDowell présente des excuses aux spectateurs. Il est suspendu par la Ligue majeure pour deux semaines et doit payer une amende.
En novembre, après 11 saisons comme instructeur des lanceurs des Braves d'Atlanta, McDowell est nommé instructeur des lanceurs des Orioles de Baltimore.

## Personnalité
McDowell était connu comme un amateur de farces et attrapes coupable de nombreuses blagues et canulars, dont ses coéquipiers et entraîneurs firent les frais. L'une de ses blagues favorites consistait à mettre le feu aux lacets de chaussures de ses coéquipiers assis au banc des joueurs. Possédant divers chapeaux et costumes, il se déguisa notamment en « homme à l'envers », pantalon porté autour du torse, chemise d'uniforme couvrant les jambes et chaussures au main,. Il le porta notamment sur le banc des joueurs pendant un match des Mets télédiffusé à travers les États-Unis à la fin des années 1980. Il surprit aussi les spectateurs de Los Angeles en s'immiscant, coiffé d'un sombrero, dans un groupe de mariachis au champ centre du Dodger Stadium.
En juillet 1986, quatre joueurs de la turbulente équipe championne des Mets sont arrêtés par la police après une échauffourée nocturne au bar Cooter's de Houston. McDowell transforme les vestiaires des joueurs arrêtés, Rick Aguilera, Ron Darling, Bob Ojeda et Tim Teufel, en cellules de prison pourvues de barreaux, numéros d'identification, miche de pain et barre de savon.
Roger McDowell apparaît en 1992 à la fin de l'épisode The Boyfriend de la comédie de situation américaine Seinfeld aux côtés de son coéquipier des Mets Keith Hernandez. Les deux joueurs sont accusés par la bande de Seinfeld d'avoir craché sur eux après une partie de baseball au Shea Stadium. Le scénario original prévoyait que le rôle de McDowell soit joué par un autre joueur, Darryl Strawberry.

## Vie personnelle
McDowell et son épouse Gloria sont parents de deux filles, Amanda et Rachel, et un fils, Logan.